# Cubocephalus alticola
Cubocephalus alticola är en stekelart som först beskrevs av Heinrich Habermehl 1935.
Cubocephalus alticola ingår i släktet Cubocephalus och familjen brokparasitsteklar. Inga underarter finns listade i Catalogue of Life.